# Armoriale dei comuni della Lapponia
Questa pagina contiene le armi (stemma e blasonatura) dei comuni finlandesi appartenenti alla regione della Lapponia.
|  | Lapponia In campo rosso un uomo selvaggio argentato, che porta dietro le spalle una mazza dorata, e sulla fronte e intorno alla vita una ghirlanda verde |

## Comuni e città attuali
| Stemma | Nome del comune e blasonatura |
| ------ | --- |
|        | Enontekiö Sinisessä kentässä hopeinen punavaruksinen riekko (d'azzurro, alla pernice bianca nordica d'argento imbeccata, illuminata e armata di rosso) |
|        | Inari Mustassa kentässä uiva hopeinen siika päässään kultaiset sarvet (di nero, al coregone d'argento cornato d'oro) |
|        | Kemi Jaettu kilpi, jonka yläkentässä on hopeanvärinen, pystyssä oleva laiva-ankkuri punaisella pohjalla ja jonka alakentässä on hopeanvärinen, oikealle käännetty lohi sinisellä pohjalla; kilven päällä on kreivin kruunu (troncato: nel 1° di rosso, all'ancora d'argento; nel 2° d'azzurro, al salmone d'argento)          |
|        | Kemijärvi Mustassa kentässä kanto, jonka yläpää teroitettu kolmikärkiseksi ja sen molemmin puolin saatteena kuusisakarainen tähti, kaikki hopeaa (di nero, al tronco sradicato terminante verso il capo con tre punte e accostato da due stelle a sei punte d'argento)                                                        |
|        | Keminmaa Punaisessa kentässä hyppäävä lohi, jonka leuassa riippulukko; kaikki hopeaa, paitsi lukossa musta avaimenreikä (di rosso, al salmone saltante d'argento, tenente in bocca un lucchetto dello stesso con il foro per la chiave di nero)                                                                               |
|        | Kittilä Hopeakentässä kävelevä ahma ja yläpuolella kaarilakio; kaikki mustaa paitsi ahman varukset punaiset. (d'argento, al ghiottone passante di nero, armato e lampassato di rosso; al capo curvato del secondo) |
|        | Kolari Kilpi alaisen harjakoron jakama hopeiseen ja mustaan kenttään; yläkentässä viisi nousevaa punaista tulikielekettä vieretysten (d'argento, a cinque fiamme ondeggianti di rosso, alla punta di nero attraversante) |
|        | Muonio Punaisessa kentässä harjakoroisen tyviön yläpuolella kuusisakarainen tähti; kaikki hopeaa. (di rosso, alla punta d'argento sormontata da una stella a sei raggi dello stesso) |
|        | Pelkosenniemi Hopeakentässä sininen naularisti ja sen alapuolella sini-hopeakatkoinen kolmoisvuori (d'argento, al monte di tre cime d'azzurro sostenuto da una campagna del campo e sormontata da una crocetta patente dal piede aguzzo del secondo)                                                                          |
|        | Pello Sinisessä kentässä kolmoisvuori ja sen yläpuolella kolme kuusisakaraista tähteä asetettuina 1+2; kaikki hopeaa (d'azzurro, al monte di tre cime d'argento movente dalla punta e sormontato da tre stelle a sei raggi maleordinate dello stesso)                                                                         |
|        | Posio Mustassa kentässä kolme hopeista kotaa ryhmitettyinä 2+1; oviaukot punaiset. (di nero, a tre capanne d'argento, aperte di rosso, terminanti verso il capo con tre punte ciascuna) |
|        | Ranua Vihreässä kentässä alainen aaltokoroinen hirsi, jonka yläpuolella justeerisaha; kaikki hopeaa (di verde, alla fascia abbassata ondata d'argento, sormontata da una sega a due manici dello stesso) |
|        | Rovaniemi Vihreässä kentässä hopeinen haaruristi, jonka ylähaarat salamakoroiset, saatteena yläkulmassa kultainen liekki (di verde, alla pergola d'argento con i due bracci superiori disgiunti, accompagnata in capo da una fiamma d'oro)                                                                                    |
|        | Salla Sinisessä kentässä hopeinen kaarihirsi (d'azzurro, alla fascia curvata d'argento) |
|        | Savukoski Mustassa kentässä kultainen patsasaitta (di nero, al tronco sradicato sostenente un granaio di legno, il tutto d'oro) |
|        | Simo Sinisessä kentässä neljä hopeista lohenpyrstöä asetettuina ristin tapaan (d'azzurro, a quattro code recise di salmone ordinate in croce) |
|        | Sodankylä Mustassa kentässä alainen hopeinen hirsi, jossa yläreunastaan liekkikoroinen punainen varras, hirren yläpuolella hopeinen 6-sakarainen tähti (di nero, alla fascia abbassata d'argento, caricata da una fascia ridotta di rosso fiammeggiante verso il capo e sormontata da una stella di sei raggi pure d'argento) |
|        | Tervola Punaisessa kentässä kokonaan hopeinen kävelevä kurki, nokassaan hirsittäinen kultasipuli (di rosso, alla gru passante d'argento, tenente nel becco un bulbo d'oro posto in fascia) |
|        | Tornio Hopeakentässä punainen kirkontorni, jonka katto keski- ja kulmahuippuineen sekä ovi-, ikkuna- ja ampuma-aukot ovat siniset (d'argento, alla torre campanaria di rosso, aperta e finestrata d'azzurro, col tetto e tre pinnacoli dello stesso)                                                                          |
|        | Utsjoki Mustassa kentässä revontuli, jonka yläpuolella saatteena nelisakarainen tähti; molemmat hopeaa (di nero, all'aurora boreale d'argento sormontata da una stella di quattro raggi dello stesso) |
|        | Ylitornio Hopeakentässä kolmoisvuoren yläpuolella aurinko, kumpikin punainen (d'argento, al monte di tre cime di rosso movente dalla punta, sormontato da un sole dello stesso) |

## Municipalità disciolte e vecchie blasonature
| Stemma | Nome del comune e blasonatura |
| ------ | --- |
|        | Alatornio Hopea-sinikatkoisen kilven yläkentässä sininen jännittämätön käsijousi hirsittäin ja alakentässä uiva lohi; kokonaan hopeaa (troncato d'argento, all'arco d'azzurro posto in fascia, e d'azzurro, al pesce d'argento)                                                                                       |
|        | Karunki Vihreässä kentässä aaltokoroinen hopeapieli ja kolme hopeista, punavaruksista, uivaa siikaa alatusten (di verde, a tre pesci d'argento, alettati di rosso, uno sull'altro; il tutto addestrato ondato d'argento)                                                                                              |
|        | Kemijärven maalaiskunta (dal 1954 al 1972) Mustassa kentässä kanto, jonka yläpää teroitettu kolmikärkiseksi ja sen molemmin puolin saatteena kuusisakarainen tähti; kaikki hopeaa (di nero, al tronco sradicato e reciso cuneato d'argento, accostato da due stelle a sei punte dello stesso)                         |
|        | Kemijärvi (dal 1960 al 1972) Punaisessa kentässä kaksi siivekästä hopeista uittohaan terää ristikkäin (di rosso, a due punte di arpione alate d'argento poste in decusse) |
|        | Rovaniemen maalaiskunta (dal 1956 al 2005) Vihreässä kentässä hopeinen haaruristi, jonka ylähaarat salamakoroiset; saatteena yläkulmassa kultainen liekki. (di verde, alla pergola d'argento, con i bracci superiori parzialmente disgiunti, accompagnata in capo da una fiamma di tre punte d'oro)                   |
|        | Rovaniemi Kilpi, jossa sinisellä pohjalla hopeinen tunturi, sen yläpuolella hopeinen goottilainen kirjain R ja ylimpänä revontulien säteistä muodostettu kruunu, sekin hopeinen (d'azzurro, alla lettera R gotica maiuscola sormontata da una corona stilizzata dello stesso; alla campagna appuntata pure d'argento) |